# Andreas Lütkefels
Andreas Lütkefels (Münster, 19 de junio de 1964-Telgte, 9 de mayo de 2022) fue un deportista alemán que compitió en remo.
Ganó dos medallas en el Campeonato Mundial de Remo, en los años 1991 y 1993. Participó en los Juegos Olímpicos de Seúl 1988, ocupando el spetimo lugar en la prueba de cuatro con timonel.

## Palmarés internacional
| Campeonato Mundial | Campeonato Mundial       | Campeonato Mundial | Campeonato Mundial |
| Año                | Lugar                    | Medalla            | Prueba             |
| ------------------ | ------------------------ | ------------------ | ------------------ |
| 1991               | Viena (Austria)          | Medalla de bronce  | Cuatro sin timonel |
| 1993               | Račice (República Checa) | Medalla de oro     | Ocho con timonel   |